# Wilhelm Kirchner
Wilhelm Kirchner, född den 9 juli 1848 i Göttingen, död den 27 augusti 1921 i Leipzig, var en tysk mejerivetenskapsman.
Kirchner blev filosofie doktor 1874, assistent vid universitetet i Halle, 1876 föreståndare för den nyanlagda försöksstationen i Kiel, 1879 professor vid universitetet i Halle och 1890 föreståndare för lantbruksinstitutet vid universitetet i Leipzig samt 1895 geheimehovråd. Han författade bland annat Handbuch der Milchwirtschaft (1882; 5:e upplagan 1907).